# Mimegralla splendens
Mimegralla splendens är en tvåvingeart som först beskrevs av Christian Rudolph Wilhelm Wiedemann 1830.  Mimegralla splendens ingår i släktet Mimegralla och familjen skridflugor. Inga underarter finns listade i Catalogue of Life.